# Saltlakrids
Saltlakrids, eller salmiaklakrids er en variant af lakrids, der indeholder en relativ stor mængde ammoniumklorid (NH4Cl, "salmiak") udover lakridsrodsekstrakt, sukker, og stivelse eller gummi arabikum, der normalt udgør lakrids. Ammoniumklorid har en krydret smag, der svagt kan sammenlignes med smagen af natriumklorid (køkkensalt). Saltlakrids indeholder dog ikke natriumklorid.
Selvom visse typer normal lakrids sommetider indeholder ammoniumklorid, indeholder saltlakrids op til 8 procent ammoniumklorid. Desuden er den salte smag typisk mindre sløret af et højere sukkerindhold i forhold til almindelig lakrids. 
Saltlakrids er næsten altid enten sort eller mørkebrunt og kan variere fra meget blødt til meget hårdt, der kan være skørt. Andre brugte farver er hvid og forskellige nuancer af gråt.[kilde mangler] Vegetabilsk kul bruges som madfarve i dette slik.[kilde mangler]

## Etymologi
Det latinske ord for ammoniumklorid er sal ammoniacum. 
På finsk kaldes slikket normalt for salmiakki, selvom dette også kan referere til andre produkter indeholdende ammoniumklorid. Betegnelserne salmiakkimakeinen (salmiakslik) eller salmiakkilakritsi (salmiaklakrids) bruges også til tider. Rent ammoniumklorid kan betegnes med raakasalmiakki (raaka = rå) hvis det er nødvendigt.
På svensk, dansk og norsk kaldes slikket som regel salmiaklakrits, salmiaklakrids, og salmiakklakris, hvor salmiak(k) refererer til indholdet af ammoniumklorid. 

## Nationale varianter
Saltlakrids er populær i Norden, såvel som i Nordtyskland, Holland og i Baltikum. I Holland og i Norden kaldes det saltlakrids:  salmiakk/saltlakris (norsk), Salmiak/Salzlakritz (tysk), salmiakdrop (hollandsk), saltlakrids (dansk), sāļā lakrica (lettisk), salmiak/saltlakrits (svensk), soolane lagrits (estisk) og saltlakkrís (islandsk).

### Finland
I Finland var Salmiakki oprindeligt et varemærke tilhørende Fazer, men blev hurtigt et degenereret varemærke meget lig nylon. Den almindelige form for finsk salmiakkislik er en sort diamantformet lozenge. Denne form er så populær, at man på finsk også bruger ordet "salmiakki" om formen i stedet for selve slikket. For eksempel kaldes gradtegnet for en student reserveofficer i de forsvarsstyrker for en "salmiakki"s på grund af dets karakteristiske form. Dog bruges der, specielt i andre lande, også andre former på slikket. 
Finsk salmiakki af mærket Halva består af sukker, glykosesirup, modifiseret kartoffelstivelse, vand, gelatine, ammoniumklorid, aromaer (lakridsekstrakt), farve (E153), overfladebehandlingsmidler (E907, E901). De er formet som diamanter med en sidelængde på 17 mm, længderne på diagonalerne er 18 og 28 mm, og tykkelsen er 7-8 mm.

### Nederlandene
På hollandsk henviser betegnelsen salmiakdrop normalt til saltlakrids med en høj koncentration af ammoniumklorid, hvorimod zoute drop (salt lakrids) indeholder almindeligt (køkken)salt. I Holland er det også muligt at købe pulverbaseret slik kaldet salmiak, der findes i søde og salte varianter.